# Hartmannsdorf (Bad Köstritz)
Hartmannsdorf – dzielnica (Ortsteil) miasta Bad Köstritz w Niemczech, w kraju związkowym Turyngia, w powiecie Greiz. Do 31 grudnia 2022 samodzielna gmina, której niektóre zadania administracyjne realizowane były już przez miasto Bad Köstritz, które pełniło rolę "gminy realizującej" (niem. "erfüllende Gemeinde").